# 岩崎誠一
岩崎 誠一（いわさき せいいち、1951年11月12日 - ）は、日本競輪選手会、青森支部に所属していた元競輪選手。1973年4月21日、ホームバンクであった青森競輪場でデビュー戦を迎え、初勝利も同日。また、この開催の完全優勝も果たした。
岩崎将士（日本競輪学校第88期生）は実子の競輪選手であり弟子。

## 来歴
八戸電波高等学校時代の1969年、全国高等学校総合体育大会自転車競技大会・1kmタイムトライアルで優勝。また、日本大学短期大学部在学中に、世界自転車選手権に2度出場。1971年のアマチュア部門スクラッチ（現在はスプリント）では10位に入った。
1972年、日本競輪学校第31期生として入学。同期には新井正昭らがいる。在校当時の競走成績は110戦106勝2着4回という驚異的なものであり、デビュー年となった1973年は丁度『ハイセイコーブーム』であったことから、それにあやかる形で競輪マスコミが、輪界のハイセイコーと謳い、また岩崎自身もその期待に沿う形で、爆発的な捲りを武器に、次々と各競輪場のバンクレコードを塗り替えていった。
1975年の競輪祭・新人王戦を完全優勝。翌1976年のオールスター競輪（前橋競輪場）では、予選道中3連勝を収め、完全優勝に王手をかけて決勝に進出した（決勝は4着）。また同年の競輪祭・競輪王決勝戦では、阿部良二に次いで2位に入った。
そして岩崎の名前で思い出されるのが1977年の高松宮杯競輪決勝戦。デビュー3年目で、前年の新人王である中野浩一が抜群のタイミングで2センター付近から捲って出た。この動きに対し、岩崎が絶好のタイミングで中野を大きく押し上げたところ、中野は金網スレスレ付近まで押しやられ、4着入線（審判決定後、3着に繰り上げ）に終わった。一方、岩崎は2着で入線したものの、過度の牽制行為とみなされて失格となった。
しかしながら、岩崎のこの動きがなければ中野の捲りは完全に決まっていたと見る向きも大きく、しかもその後、中野はなかなか国内のタイトルを手中にできなかった上に、とうとう高松宮杯だけは優勝することができなかったことから、今もなお、岩崎といえば、この一戦をもって代名詞的に競輪ファン、関係者の間で語り継がれることがある。
しかし、同年12月20日に行われた岐阜記念決勝戦で優勝を果たしながらも、ゴール後に落車し、しかも右腕を骨折するアクシデントに見舞われた。この事例を境に、第一線級選手としての活躍の場を徐々に失っていくことになる。
1978年の高松宮杯決勝戦、一旦は先頭に立ちながらも、阿部良二が再度抜き返して1着ゴールし、岩崎は2着に終わったが、この一戦が岩崎にとって、事実上最後ともいうべき特別競輪獲得チャンスの機会となってしまった。以後、特別競輪における決勝進出は1981年の日本選手権競輪（千葉競輪場。失格）だけだった。
2001年11月1日に選手登録削除され引退。通算315勝を挙げた。

## 獲得タイトル歴
- 1975年……競輪祭・新人王戦（小倉競輪場）